# 토곤 (진남왕)

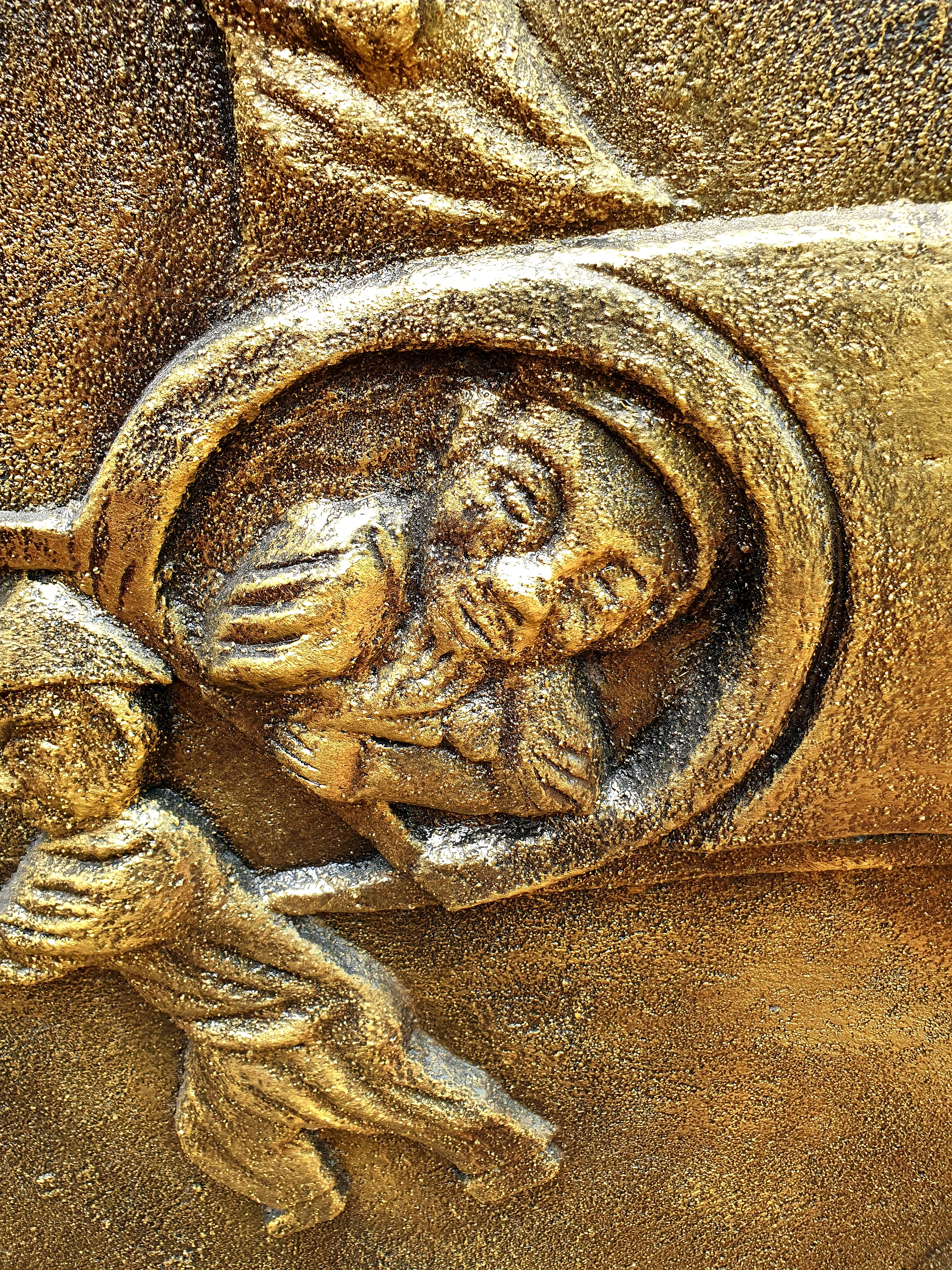

토곤(몽골어: ᠲᠣᠭᠣᠨ Тогоон, 脫歡, 생년 미상~1301년)은 몽골 제국과 원나라의 황자, 군인으로, 원나라 세조 쿠빌라이의 서자이다. 몽골의 베트남 원정군 총사령관이었으나, 쩐흥다오 등과의 전투에서 참패하였다. 원사 등의 한문 사료에서는 탈환(脫歡, 脱歓)으로 표기를 했고, 《집사》(集史) 등의 페르시아어 사료에서는 투간( توقان, Tūqān)이라고 기록되어 있다. 베트남의 사서 《대월사기전서》에는 탈훈(脫驩, Thoát Hoan)으로 표기되어 있다. 원나라의 참파, 안남 원정군의 책임자였다.
1284년 6월 6일 진남왕(鎮南王)에 봉해지고 금인을 받아 남부로 보내졌으며, 쿠빌라이 칸은 그에게 참파, 안남 원정군 총사령관에 임명했다. 그러나 1284년~1285년의 1차 베트남 원정과 1286년의 2차 베트남 원정에서 성과를 얻지 못했다. 1286년 쿠빌라이 칸의 추가 지원을 받아 재출정했으나 1288년 베트남 원정에서 참패하고, 많은 사상자를 냈다. 쿠빌라이 칸은 그를 양저우로 쫓아내고 알현을 허락하지 않았다. 그의 이름 토곤은 몽골어로 솥, 가마, 냄비를 뜻한다.

## 생애

### 생애 초반
토곤의 생년월일은 알려지지 않았으며 원나라 5대 황제 쿠빌라이칸의 서자로 태어났다. 페르시아어 사료 《집사》에 따르면 어머니는 바야드 부족의 부라쿠진의 딸 바야우진(伯要兀眞)으로 쿠빌라이의 11번째 아들이었다. 몽케칸의 첩 중에도 바야우진라는 이름의 첩(시리기의 생모)이 있으며, 동일 인물이 아닐까 추측되고 있다. 일설에는 후슈친 황후 허루친씨(烏式眞 皇后 許兀愼氏) 소생으로, 아이아치, 코코추 등이 동복 친형제라는 설이 있다. 이름 토곤은 몽골어로 솥, 가마, 냄비를 뜻한다.
토곤의 유년 시절과 소년 시절에 대한 것은 알려진 것이 없다. 그의 성격, 외모에 대한 기록은 원사, 원사연의 등에 나타나지 않는다.
1283년 11월 2일 어떤 전투에서 공을 세워 태부카와 함께 은폐(銀幣)를 하사받았다.

### 진남왕 책봉
1284년 6월 6일 아버지 쿠빌라이 카안은 토곤을 진남왕(鎭南王)에 봉하고 낙뉴금인(螭紐金印)을 하사했다. 이어 중국 서남부로 파견되었다. 토곤은 가족을 데리고 어저우(鄂州, 현 후베이성 어저우 시, 우한 시 일대)로 옮겼다. 그리고 7월 참파(占城, 베트남 동남부 해변에 있던 국가)를 정복하라는 명령을 내렸다.
7월 참파(占城)에서 사이암暹罗, 현재의 태국)으로 가던 원나라의 사신이 살해당하는 일이 발생했다. 쿠빌라이 카안의 지시를 받아 형호(荆湖) 지방의 군대를 통솔하여 참파를 정벌하게 하고, 베트남의 진조(陳朝)를 통해 길을 빌리도록 하였다.
진남왕위는 대원 왕실서열 제도에서 6계급 중 2위에 위치하는 고위직 왕호로 제 4-5위의 왕호 밖에 부여받지 못한 다른 서자(후게찌, 아우루쿠찌, 코코츄 등)에 비하면 파격적인 대우였다. 이는 쿠빌라이가 토곤의 남방 정복에 큰 기대를 걸고 있었기 때문으로 추측되고 있다. 그해 7월 12일 토곤의 군대가 참파에 도착했다. 베트남의 사절 여영(黎英) 등이 토곤 군대를 영접하고, 쩐 성종이 파견한 중대부 완도학(阮道學)을 통해 조공물을 받고 되돌아왔다.

### 안남 원정

#### 안남 원정 초기
1285년 쿠빌라이 카안은 토곤에게 참파 정벌을 명하고 50만 명의 병력을 주었다. 토곤은 안남의 쩐 성종에게 참파로 갈 때 안남의 영토를 통과와 식량 지원을 요청했다. 안남의 통치자 쩐 성종은 몽골군이 자신의 영토를 통과하고 식량을 공급하는 것을 거부했다.
같은 해 말에는 토곤은 안남(대월 쩐 왕조)에 이르러 군을 나누어 대월을 침공했다. 참파로 가기 전 토곤은 안남 진조(베트남 동북부에 있던 나라) 정벌부터 계획한다. 1284년 12월 토곤 군대는 안남에 도착했다.
처음에 그는 여러 번의 승리를 거두었고 안남의 수도인 탕롱을 여러번 점령했다. 12월 대월의 쩐 성종과 진국준(陳国峻)이 이끄는 안남 군대에 크게 패배, 토곤은 일시 후퇴하였다. 1284년 12월 26일 진국준은 비엔동 서쪽 혹은 서남쪽에 주둔하던 그에게 서신을 보내, 반란을 일으켰다는 이유로 침공한 것은 태자(진남왕에 대한 존칭)의 잘못이지 우리의 잘못은 아니니 이전의 조칙대로 시행하고, 서둘러 조공 물품을 갖추되 이전과 다르게 하겠다며 베트남에서 나가줄 것을 촉구했다. 쩐 성종은 몽골 군대의 공격을 늦추기 위해 안투공주를 그에게 제공해야 했다.
1285년 1월 토곤의 군대는 푸루강(Phu Lu River, 富良江, 현재의 추강)에서 베트남수군을 격파하였다. 그러나 안남에서는 몽골군과 싸워야 된다는 여론이 계속 나타났다.
1285년 1월 토곤의 군사는 방 키에프(하노이 북동쪽)와 탕롱(현, 하노이)를 점령했고, 소케투가 이끄는 토곤의 제2진 부대는 참파에서 북쪽으로 이동하여 베트남의 중북부 지역을 점령했다. 쩐 성종은 일단 그에게 항복했다. 그러나 쩐흥다오는 '항복을 하려거든 신(臣)의 목부터 먼저 베소서'라며 결사항전을 주장했고, 쩐 성종과 대월군 총사령관 쩐흥다오는 그들의 전술을 방어에서 공격으로 바꾸고 몽골을 공격했다.

#### 함투 전투
쩐 성종은 몽골군의 진입을 늦추기 위해 그해 3월 9일 누이 안투공주를 탈환의 첩으로 시집보내도록 했다. 그 사이 진국준(陳国峻)은 15만 명의 베트남인 병력을 급히 모아 전열을 다듬었다.
1285년 4월에 쩐쾅가이(陳光啓)가 소게투를 전사시키고 얼마 지나지 않아 몽골군을 크게 대패했다. 쩐흥다오 군도 함투(Hàm Tử, 현재의 흥옌)에서 전투에서 토곤 군대를 격파하였다. 베트남군의 기습공격에 속수무책으로 당하던 토곤은 대월의 궁수의 화살을 피하기 위해, 청동 파이프 안에 숨었다. 토곤이 청동 파이프로 숨은 일은 몽골 제국과 토곤 자신에게 굴욕감을 가져다 주었다.
1285년 5월 토곤의 군대는 안남의 수도 탕롱을 점령했고, 쩐 성종 등은 피신했다.
그해 5월 안방해와 서하 황족 출신 좌승상 이항(李恒)이 쩐 성종에게 체포당할 뻔 했다가 패퇴했다. 덥고 비가 자주 오는 환경에서 몽골군은 기습공격을 당한 뒤 패주했고, 1285년 7월 장군 수게투(Sügetü)는 숨어있던 베트남 복병에 의해 참수되었다. 쩐 성종은 안남군을 이끌고 계속 몽골군의 뒤를 추격하여 이항을 독화살로 쏘아 죽였다. 토곤은 퇴각, 사명주(思明州)로 가서 다시 전력을 재정비했다.

#### 2차 안남 원정
쿠빌라이 칸에게 즉시 보고되고 1285년 8월 쿠빌라이 칸은 몽골군 1백 명, 중국 한인 병력 400명을 토곤의 주둔지로 추가로 파견해주었다.
1286년 봄 정동선위도원수 아바치(阿八赤)와 아리카야(阿里海牙, Ariq Qaya)를 대동하고, 베트남으로 출진, 정교지행상서성(征交趾行尚书省)을 설치해다. 아리카야를 좌승상, 아바치를 우승상, 오그룩치(奥都赤)를 평장정사 등으로 임명하고 몽골인, 한인 7만인으로 병력을 편성, 운남병력 6천명, 기타 이민족 1만 5천명으로 병력을 편성하여 공격했다. 그러나 대월의 장군 진국준(陳国峻)의 활약으로 원나라 군은 전쟁 내내 고전을 면치 못했고, 토곤은 군대를 베트남북부에서 호광지역으로 퇴각하였다.
1286년 겨울, 쿠빌라이 카안은 토곤과 황자 아이야치에게 말, 양을 구입하라고 지폐 15만1923정, 말 7290필, 양 36269필, 폐백(幣帛), 솜털 비단(毳段), 목면(木綿) 3284필, 초구(貂裘) 14장을 내렸다. 이어 쿠빌라이 칸은 토곤의 체류지에 아사부카(牙思不花) 등 흔주(欠州)의 여러 공장(工匠) 기술자들, 초(鈔) 56139정, 엽전 12냥을 추가로 더 딸려보냈다.

#### 3차 안남 재원정과 패배
1287년 음력 윤 2월 24일, 토곤은 난징(南京)으로 출진하였다. 1287년 12월 토곤은 다시 안남에 대한 공격을 개시했다. 1288년 1월 초 토곤의 군대는 안남의 수도 탕롱을 점령했지만, 안남의 왕실과 관료들은 삼림으로 도피했다. 몽골군은 승리를 거두지 못했다.
1288년 1월 쩐성종은 바다로 피신, 토곤은 군대를 이끌고 쩐성종을 추격하려다가 중도 포기했다. 원나라 군은 식량난으로 고전을 겪었고, 병력을 이끌고 다시 교지성(交趾城, 후일의 베트남 하노이 근방)으로 퇴각했다. 토곤은 원나라 조정에 사람을 보내 원군을 요청하는 한편 군량을 조달, 우마르를 안방해구(安邦海口)로 보내 장문호(張文虎) 등이 싣고 온 군량미를 지원받았다. 
1288년 2월 토곤과 원나라 군은 안계(安劫)로 후퇴했다가, 2월 5일 병사를 이끌고 만겁(萬劫)으로 돌아왔다. 우마르가 장문호(張文虎) 등의 군량 수송선을 맞이하러 갔으나 오지 않았고, 여러 장수가 식량이 떨어져가고 병사들이 지쳐 있으니, 병력을 온전히 보전해 돌아가는 것이 마땅하다고 하자 진남왕이 이를 따랐다. 2월 6일 토곤은 중국인 장군 이정(李庭)에게 한인 병사 5,000명을 정비하여 베트남 동부를 공략했다. 2월 말 그는 우마르와 번습(樊楫)에게 수군을 이끌고 도로 귀환하게 하고, 정붕비(程鵬飛), 탑출(塔出)이 그들을 호송하였다.
3월 군사를 이끌고 안쪽으로 후퇴했다. 안남군은 원나라 군대의 이동을 막았고, 토곤의 부장 만호 장균(张均)이 3천 병력을 이끌고 돌아서 퇴각했다. 3월 6일에 내방관에서 베트남 군을 물리친 토곤은 퇴각을 결정, 아이로, 우루치 등에게 군사를 나누어 퇴각했다. 쩐 성종은 퇴각하는 토곤에게 사의를 표했다.

#### 귀환
1288년 3월 7일 몽골군 전군을 이끌고 귀환하였다. 귀환 직전 장문호(張文虎)의 군량 수송선 베트남 수군 선박 30척과 조우하였으며, 장문호가 적을 공격하여 거의 동일한 수를 격파하였다. 비공신(費拱辰), 서경(徐慶) 등이 이끄는 수군은 바람이 불지 않아 전진하지 못하고, 뱃머리를 돌려서 흠주(瓊州)에 도착하였다.
3월 10일 진남왕이 내방관(內傍關)에 이르렀을 때, 안남 군대가 크게 집결해 퇴각로를 차단하자, 단사현(單巳縣)을 지나 록주(盝州)로 향해, 지름길로 빠져나왔다. 3월 18일 진남왕이 사명주(思明州)에 이르렀고, 애로(愛魯)에게 병사를 이끌고 운남으로 돌아가게 하고, 오루치(奧魯赤)에게는 병사를 이끌고 북쪽으로 귀환하게 하였다. 쩐성종이 갑자기 사신을 보내 사죄하고, 자신 대신 벌을 받을 금인(金人)을 바쳤다.
그러나 안남군은 퇴각하는 몽골군을 기습 공격했다. 1288년 4월의 1288년 박당강 전투에서 토곤이 이끄는 원군은 대패를 당했다. 탕롱을 점령한 몽골군은 식량난에 시달렸고 토곤은 반끼옙으로 퇴각했다. 안남의 군대는 곳곳에서 기습공격을 하여 토곤을 괴롭혔다. 그해 4월 원나라의 장군 오마르가 이끄는 원나라군 보급부대가 베트남에 도착하자, 안남의 군대는 퇴각하는 척 하며 오마르 군대를 도발했다. 오마르 군대는 베트남 군대를 추격했고, 안남의 군대는 박당강의 양 둑에 매복해 있다가 기습공격, 원나라 보급부대를 몰살시키고, 장군 사도(唆都)는 전사하고, 장군 오마르는 베트남군에 사로잡혔다. 이후로도 쩐성종은 30만 군대를 이끌고 항전했다. 그해 4월 19일 참패한 토곤은 생존 장병을 이끌고 투민으로 탈출했다.  귀환 직전 전사한 병사 220명, 손실된 배 11척, 손실된 군량 14,300석 이상이었다.

### 생애 후반
바로 악주(鄂州)로 파견되었다. 1291년 2월 16일, 토곤은 명을 받아 몽골군 500명과 한인 병력 1000명과 함께 양주에 출진했다. 두번의 안남 원정 실패로 토곤은 쿠빌라이 카안의 신뢰를 잃어버렸다. 안남의 패전에 분노한 쿠빌라이 칸은 죽을 때까지 토곤이 알현하는 것을 허락하지 않았다. 그해 3월 쿠빌라이 카안이 강회행성에 명하여 병력 1500명을 추가 배치해주었다. 쿠빌라이 카안은 몽고군 500명, 한군 1,000명을 황자 진남왕과 함께 양주를 진수(鎮守)하게 하였다.  이후 그는 수도로의 입경이 금지되었다.
이후의 토곤의 활동에 대해서는 거의 설명이 없고, 쿠빌라이 사후의 1294년 쿠릴타이에 참석하여 성종 테무르를 황제로 추대한 것과, 테무르 즉위 직후에 다른 생존 형제와 함께 하사받은 것이 기록되어 있을 뿐이다. 1294년 6월 13일 원 성종은 왕족들을 포상할 때, 서평왕 오그룩치, 영원왕 코코추, 진남왕 토곤과 토곤의 아들 이센테무르에게 각 금 5백냥, 은 5천냥, 초(鈔 지폐) 2천 정(錠), 폐백(幣帛) 각 2백필 을 하사했다. 이후의 행적은 기록에 나타나지 않는다.
1298년 2월 16일에 올제이투 테무르 칸으로부터 6만 정(錠)을 하사받은 것을 마지막으로 토곤에 대한 진술은 나타나 있지 않다. 원사 108권 제왕표에는 토곤이 1301년에 사망했기 때문에 같은 해에 아들인 라오쟌이 진남왕위를 계승한 것으로 기록되어 있다. 1301년 토곤은 양저우에서 사망했으며, 사망일자와 사망 장소, 사망 원인은 미상이다.

### 사후
장지와 시호는 미상이다. 원사, 원사연의, 신원사에는 그의 사망에 대한 기록이 나타나지 않는다. 또한 그의 인물평에 대한 기록도 나타나지 않는다. 그의 사후 아들 라오잔(老章)이 진남왕위를 계승하였다.
라오잔 사후 라오잔의 동생 혹은 아들인 토부카가 진남왕위를 계승했고, 토부카 사후 1238년 토부카의 아들이자 토곤의 아들 테무르부카가 진남왕위를 계승했다가, 1329년 테무르부카는 선양왕(宣讓王)으로 개봉되고, 토부카의 아들 파라부카가 진남왕위를 계승했다. 다른 아들 콘체부카(Хонжибуха)는 1326년 위순왕(威順王)에 봉작되었으며, 1365년 무렵까지 생존해 있었다.
다른 아들 만지(Манзи)는 1333년 4월 문제왕(文濟王)에 책봉되고 대명(大名, 허베이성 다밍현) 지역에 출진하였다.

## 기타
동명이인으로 동시대에 활동하던 오로나르 족 출신 토곤(1292년 ~ 1328년)과, 15세기에 활동한 오이라트족장 마하무(馬哈木)의 아들로, 몽골의 태사(太師)인 토곤(Toγon)이 있다.

## 같이 보기
- 몽골-안남 전쟁
- 박당강 전투 (1288년)

## 참고 문헌
- 志茂碩敏『モンゴル帝国史研究 正篇』도쿄대학교출판회, 2013년
- 杉山正明『モンゴル帝国と大元ウルス』교토대학교 학술출판회, 2004년
- 野口周一「元代世祖・成宗期の王号授与について」『中国史における乱の構図』雄山閣出版, 1986년
- 《원사》 117권 열전4
- 『신원사』 114권 열전11
- 『蒙兀兒史記』76권 열전58